# Barbara Šega Čeh
Barbara Šega Čeh, slovenska lektorica in prevajalka, * 29. april 1953, Pariz, Francija
Leta 1980 je na Filozofski fakulteti Univerze v Ljubljani diplomirala iz francoščine in latinščine, nato pa se je še istega leta redno zaposlila kot profesorica  latinščine na OŠ Prežihov Voranc v Ljubljani. Med leti leta 1984 in 1988 je bila kot zunanja sodelavka hkrati zaposlena tudi na Filozofski fakulteti, kjer je predavala didaktiko klasičnih jezikov in poučevala kot lektorica. Leta 1988 se je redno zaposlila na  Oddelku za klasično filologijo FF, najprej kot asistentka za latinski jezik in književnost, potem pa kot lektorica. Tam je predavala specialno didaktiko klasičnih jezikov in poučevala latinščino na lektoratih različnih oddelkov.
Je tudi članica Akademskega zbora Filozofske fakultete.

## Nagrade
- Sovretova nagrada za prevod Ovidijeve pesnitve Umetnost ljubezni (2003)